# Fortaleza (stad)
Fortaleza is de hoofdstad van de deelstaat Ceará in het noordoosten van Brazilië. De stad ligt aan de kust van de Atlantische Oceaan en heeft een bevolking van meer dan 2,4 miljoen, waarmee het de op vier na grootste stad is van Brazilië. De stad is in 1649 door de Nederlandse WIC gesticht als Fort Schoonenborch. Na de Nederlandse capitulatie in Nederlands-Brazilië (1654) werd het door de Portugezen hernoemd tot Forte de Nossa Senhora da Assunção.
Tot het begin van 19de eeuw bleef Fortaleza klein, maar door de export van katoen naar het Verenigd Koninkrijk en koffiebonen naar Frankrijk groeide het uit tot een bruisende stad met Europese sfeer.
Tussen 1943 en 1945 speelde Fortaleza een grote rol in de Tweede Wereldoorlog als operationele basis en vertrekhaven van de Rubbersoldaten voor de rubberveldslag, omdat hier het hoofdkantoor van SEMTA (Speciale Dienst ter Mobilisatie van Arbeiders voor Amazone) was gevestigd.

De aanwezigheid van de Amerikanen bracht Fortaleza een grote economische impuls.

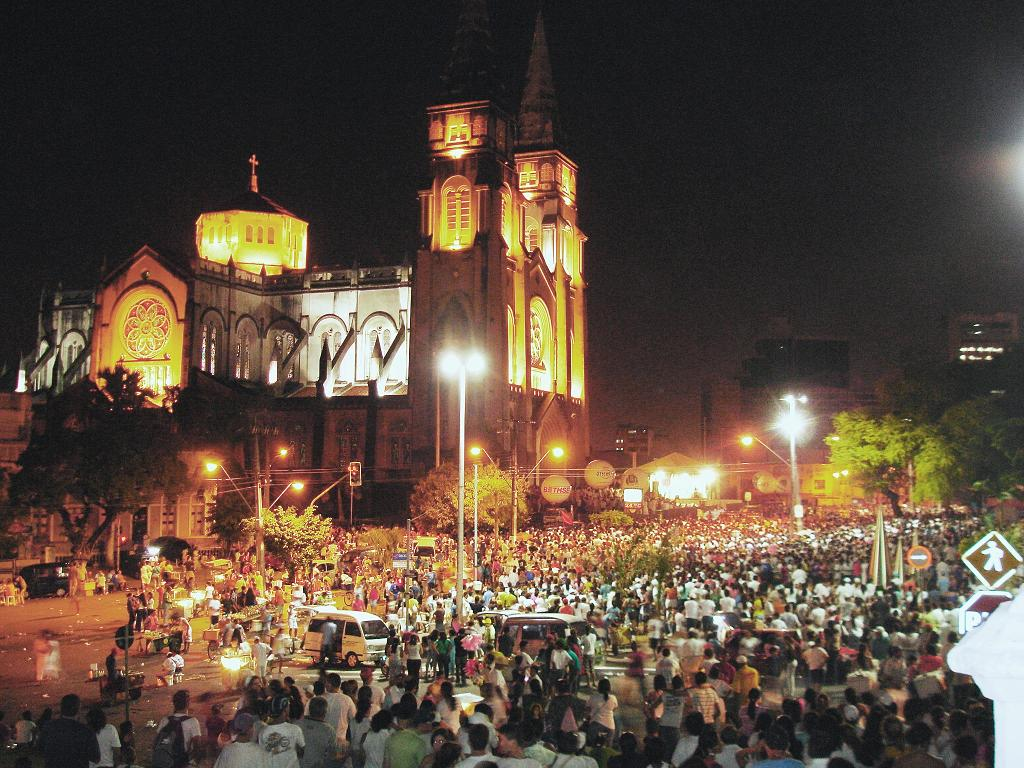
De kathedraal Catedral Metropolitana van Fortaleza

## Aangrenzende gemeenten
De gemeente grenst aan Aquiraz, Caucaia, Eusébio, Itaitinga, Maracanaú en Pacatuba.

## Verkeer en vervoer
Fortaleza ligt aan het eindpunt van de radiale snelweg BR-020 vanaf Brasilia. Daarnaast ligt de stad aan de wegen BR-116, BR-222, CE-021, CE-025, CE-040, CE-060, CE-065, CE-085 en CE-090.
De stad beschikt over de metro van Fortaleza en de luchthaven Fortaleza.

## Sport
In Ceará wordt sinds 1915 het Campeonato Cearense gespeeld. Ceará SC en Fortaleza EC zijn de grootste voetbalclubs die elk jaar om de titel strijden. In totaal wonnen tien clubs uit de stad ooit de titel en speelden 48 clubs uit de stad ooit in de hoogste klasse. Het merendeel daarvan bestaat niet meer. Alleen in 1992 ging de titel naar een club van buiten Fortaleza.
Hoewel Fortaleza de op vier na grootste stad van Brazilië is spelen de clubs op nationaal niveau geen rol van betekenis. Van 1959 tot 1986, toen de meeste staten wel een deelnemer mochten afleveren in de hoogste klasse, waren de twee grote clubs en in mindere mate ook Ferroviário wel vertegenwoordigd, maar daarna doken de clubs nog maar sporadisch op. Ceará SC is wel koploper in de Série B, maar Fortaleza speelde sinds 2010 zelfs in de Série C. In 2017 promoveerde Ceará weer naar de Série A en tegelijkertijd Fortaleza naar de Série B. Een jaar later kon Ceará het behoud verzekeren en werd Fortaleza kampioen, waardoor voor het eerst sinds 1993 twee teams uit de stad in de Série A konden aantreden. In 2021 werd Fortaleza zelfs vierde en plaatste zich zo voor de Copa Libertadores. Datzelfde jaar promoveerde met Atlético Cearense een derde team uit de stad naar de Série C, waar ook Ferroviário en Floresta speelden. 
Fortaleza was speelstad bij het WK voetbal in 2014. De wedstrijden werden gespeeld in het stadion Castelão.

## Stedenbanden
Zustersteden van Fortaleza:
- - Natal (Brazilië)
- - Montese (Italië)
- - Sal (Kaapverdië)
- - Miami Beach (Verenigde Staten)
- - Racine (Verenigde Staten)

## Bekende inwoners van Fortaleza

### Geboren
- José de Alencar (1829-1877), schrijver en politicus
- Alberto Nepomuceno (1864-1920), componist, muziekpedagoog, dirigent, organist en pianist
- Gustavo Barroso (1888–1959), politicus, journalist en advocaat
- Castelo Branco (1897-1967), president van Brazilië (1964-1967)
- Hélder Câmara (1909-1999), rooms-katholiek aartsbisschop
- Ed Lincoln (1932-2012), musicus en componist
- Maria da Penha (1945), mensenrechtenactiviste
- Franco Neto (1966), beachvolleyballer
- Márcio Araújo (1973), beachvolleyballer
- Shelda Bede (1973), beachvolleybalster
- Mário Jardel (1973), voetballer
- Dudu Cearense (1983), voetballer
- Taiana Lima (1984), beachvolleybalster
- Ariclenes da Silva Ferreira (1985), voetballer
- Raffael Caetano de Araújo (1985), voetballer
- Ronny Heberson Furtado de Araújo (1986), voetballer
- Osvaldo Lourenço Filho (1987), voetballer
- Wendell Nascimento Borges (1993), voetballer
- Rebecca Silva (1993), beachvolleybalster
- Hegeile Almeida dos Santos (1995), beachvolleybalster
- Francisco Evanilson de Lima Barbosa, "Evanilson" (1999), voetballer